# Tuigpaard
Le Tuigpaard (néerlandais : Tuigpaard) est une race de chevaux originaire des Pays-Bas. Elle constitue désormais une section de la race KWPN réservée à l'attelage, bien que ses caractéristiques soient nettement différenciées des autres sections de ce stud-book.

## Histoire
Son nom se traduit par « cheval d'attelage » ou « cheval de carrosse » ; ce cheval est davantage à percevoir comme un concept néerlandais que comme une race au sens habituel. Race indigène des Pays-Bas, il descend du Groningen et du Gelderland, croisés avec le Hackney et le Saddlebred. Il dispose d'un stud-book dans son pays natal.

## Description

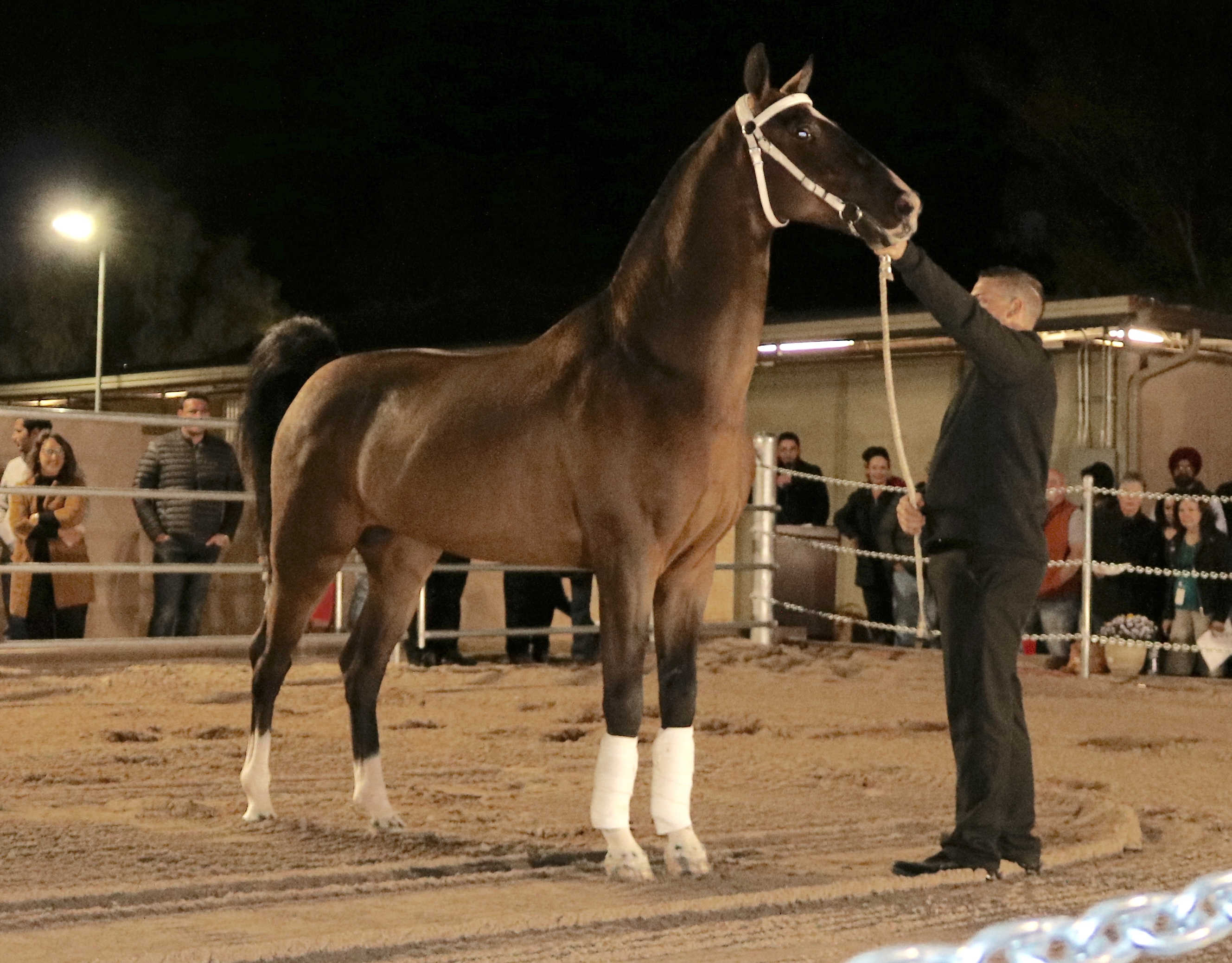
Tuigpaard en présentation en main aux pays-Bas.

Il toise en moyenne 1,60 m. Il présente une grande tête de profil rectiligne, dotée d'oreilles longues et de petits yeux. Il porte son encolure particulièrement haut. Le dos est assez long, la croupe plutôt courte et horizontale, avec une queue attachée haut et de grands pieds.
La robe est généralement alezane, plus rarement noire, baie, bai-brun, grise ou rouanne. Les marques blanches sont possibles.
Son trot est particulièrement relevé. Le guide Delachaux indique que les allures relevées du Tuigpaard seraient obtenues sans usage d'artifices, ce que contredit un auteur bien plus expert, Jean-Claude Grognet, qui précise que les chevaux sont entraînés à l'aide d’enrênements et de ferrages spéciaux (un second fer fixé sous le premier), qui incitent le cheval à lever les membres plus haut ; ces artifices sont simplement enlevés pendant les concours.
Le tempérament est réputé vif, voire nerveux. La sélection de la race est assurée par la Koninklijke Vereniging Warmbloed Paarden Stamboek Nederland (KWPN), et vise essentiellement l'attelage. Ces chevaux sont recherchés avec une allure fière et élégante.

## Utilisations

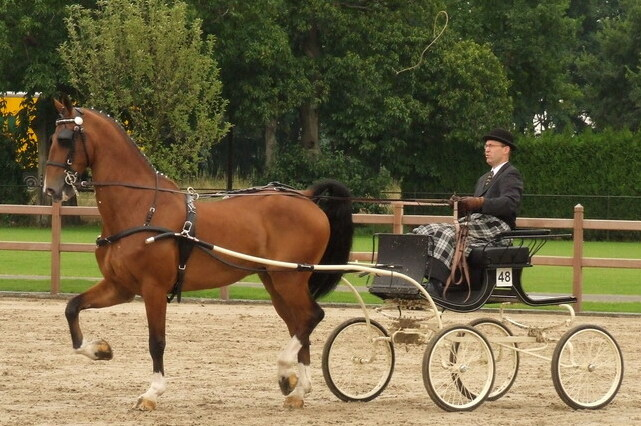
Présentation attelée d'un Tuigpaard aux Pays-Bas.

Ces chevaux sont exclusivement réservés à des présentations attelées, qui ne constituent pas réellement des épreuves sportives, mais plutôt des épreuves jugeant l'élégance et la tenue de l'animal, extrêmement codifiées aux Pays-Bas, et très proches des épreuves de Hackney d'Angleterre.

## Diffusion de l'élevage
Le Tuigpaard est en danger d'extinction aux Pays-Bas, son pays natal, dans lequel il est considéré comme une race à rayonnement européen régional. En 2016, l'effectif néerlandais est de 16 000 têtes d'après la base de données DAD-IS. Le Guide Delachaux, sans citer ses sources, indique un effectif fantaisiste de 2 000 têtes, dont 40 étalons.
En 2018, Les échantillons de sperme de 3 465 reproducteurs différents étaient disponibles aux Pays-Bas.
La race a été exportée vers la Belgique voisine, mais ces effectifs belges sont extrêmement réduits, estimés à environ 5 chevaux en 2013. Le Tuigpaard a enfin été exporté vers l'Amérique du Nord.